# Sylvain Rochon
Pour les articles homonymes, voir Rochon.
Sylvain Rochon, né le 24 mai 1961 à Sorel-Tracy, est un homme politique québécois. Il est député péquiste à l'Assemblée nationale du Québec. Il représente la circonscription électorale de Richelieu depuis l'élection partielle du 9 mars 2015 jusqu'au 1er octobre 2018.

## Biographie
Il est le fils de Claude Rochon, journaliste radiophonique et enseignant, par ailleurs candidat du Parti québécois dans les années 1970, et de Louisette Courchesne, musicienne.
D'abord journaliste, Sylvain Rochon devient le conseiller politique de deux députés de Richelieu : Sylvain Simard puis d'Élaine Zakaïb. Il est directeur de cabinet adjoint de cette dernière au ministère déléguée à la Politique industrielle et à la Banque de développement économique du Québec.
Lorsqu'Élaine Zakaïb annonce sa démission de son siège de député en octobre 2014, le comité local du Parti québécois le sollicite pour être candidat. Il prend une quinzaine de jours de réflexion et annonce sa candidature : seul candidat en lice, il est investi le 12 novembre.
L'élection partielle a lieu le 9 mars 2015. Bien que sérieusement talonné par la CAQ (710 voix d'avance seulement contre plus de 3600 en 2014), il est élu député avec 35,98 % des suffrages. Pendant son mandat, il est leader parlementaire adjoint de l'opposition officielle du 14 octobre 2016 au 2 février 2018, puis président de la Commission de l'administration publique du 6 février 2018 au 23 août 2018. Il est défait en 2018 par Jean-Bernard Émond.
Depuis 2019, il est animateur radiophonique et responsable de la salle des nouvelles de CJSO.

## Résultats électoraux
|                                                                                               | Nom                      | Parti            | Nombre de voix | %      | Maj.  |
| --------------------------------------------------------------------------------------------- | ------------------------ | ---------------- | -------------- | ------ | ----- |
|                                                                                               | Jean-Bernard Émond       | Coalition avenir | 15 258         | 49,8 % | 8 196 |
|                                                                                               | Sylvain Rochon (sortant) | Parti québécois  | 7 062          | 23 %   | -     |
|                                                                                               | Sophie Pagé Sabourin     | Québec solidaire | 4 101          | 13,4 % | -     |
|                                                                                               | Sophie Chevalier         | Libéral          | 3 456          | 11,3 % | -     |
|                                                                                               | Ksenia Svetoushkina      | Vert             | 402            | 1,3 %  | -     |
|                                                                                               | Patrick Corriveau        | Conservateur     | 364            | 1,2 %  | -     |
| Total                                                                                         | Total                    | Total            | 30 643         | 100 %  |       |
| Le taux de participation lors de l'élection était de 70,4 % et 592 bulletins ont été rejetés. |                          |                  |                |        |       |

|                                                                                               | Nom                | Parti              | Nombre de voix | %      | Maj. |
| --------------------------------------------------------------------------------------------- | ------------------ | ------------------ | -------------- | ------ | ---- |
|                                                                                               | Sylvain Rochon     | Parti québécois    | 7 294          | 36 %   | 710  |
|                                                                                               | Jean-Bernard Émond | Coalition avenir   | 6 584          | 32,5 % | -    |
|                                                                                               | Benoît Théroux     | Libéral            | 5 054          | 24,9 % | -    |
|                                                                                               | Marie-Ève Mathieu  | Québec solidaire   | 541            | 2,7 %  | -    |
|                                                                                               | Vincent Pouliot    | Vert               | 352            | 1,7 %  | -    |
|                                                                                               | Sol Zanetti        | Option nationale   | 316            | 1,6 %  | -    |
|                                                                                               | Daniel Gaudreau    | Conservateur       | 103            | 0,5 %  | -    |
|                                                                                               | Louis Chandonnet   | Équipe autonomiste | 30             | 0,1 %  | -    |
| Total                                                                                         | Total              | Total              | 20 274         | 100 %  |      |
| Le taux de participation lors de l'élection était de 46,4 % et 319 bulletins ont été rejetés. |                    |                    |                |        |      |

## Sources et références
1. ↑  Grand rassemblement péquiste dans Richelieu, Radio Canada, 18 janvier 2015.
2. ↑  Sylvain Rochon sollicite la candidature péquiste, Les 2 Rives / La Voix, 15 octobre 2014.
3. ↑  Vidéo d'investiture sur le site du PQ, 12 novembre 2014.
4. 1 2  « Sylvain Rochon - Assemblée nationale du Québec », sur www.assnat.qc.ca (consulté le 4 décembre 2024)
5. ↑  DGEQ, « Résultats élections Québec 2018 », sur electionsquebec.qc.ca (consulté le 11 octobre 2022)